# Zsákos csillaggomba
A zsákos csillaggomba (Geastrum saccatum) a csillaggombafélék családjába tartozó, kozmopolita elterjedésű, lombos és tűlevelű erdőkben élő, nem ehető gombafaj. 

## Megjelenése
A zsákos csillaggomba termőteste fiatalon tojásdad, 1-2,5 cm széles, felső részén kis csőrszerű kiemelkedéssel. Az érés során külső burka (exoperídium) felhasad és 4-9 halványbézs, halvány sárgásbarna lebennyel kb. 5 cm szélesen csillagszerűen szétterül. A középső spóratartó max. 2 cm átmérőjű, kerekded, felszíne sima, színe szürkésbarnás, barnás, esetleg lilás árnyalattal. Kis kúpos, rostos-selymes csőrét kerek, halványabb vagy sötétebb udvar veszi körbe, amely gyakran bemélyedhet vagy körkörösen határolt. 
A spóratartó belseje eleinte tömör és fehér, de a spórák érésével porszerűvé, barnává válik. 
Spórapora sötétbarna. Spórája kerek, tüskés, mérete 3,5-4,5 µm.

### Hasonló fajok
A hosszúkarú csillaggomba hasonlít hozzá. 

## Elterjedése és termőhelye
Az Antarktisz kivételével minden kontinensen megtalálható. 
Magyarországon az alföldi homokos erdőkben, akácosokban, nyárasokban, borókásokban él, de előfordulhat lombos erdőkben és fenyvesekben is. Az avar szerves anyagait bontja. Késő nyáron és ősszel terem.

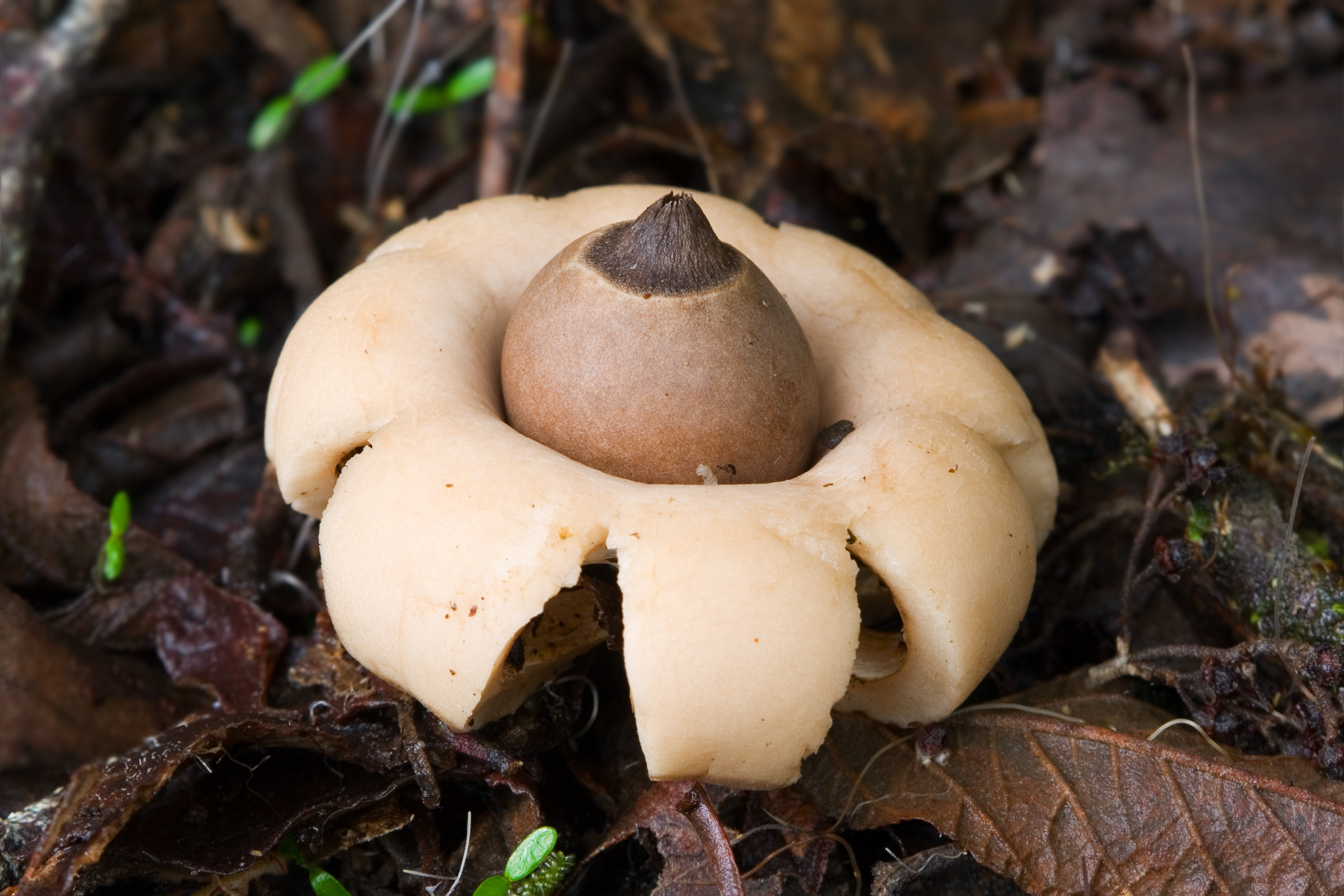
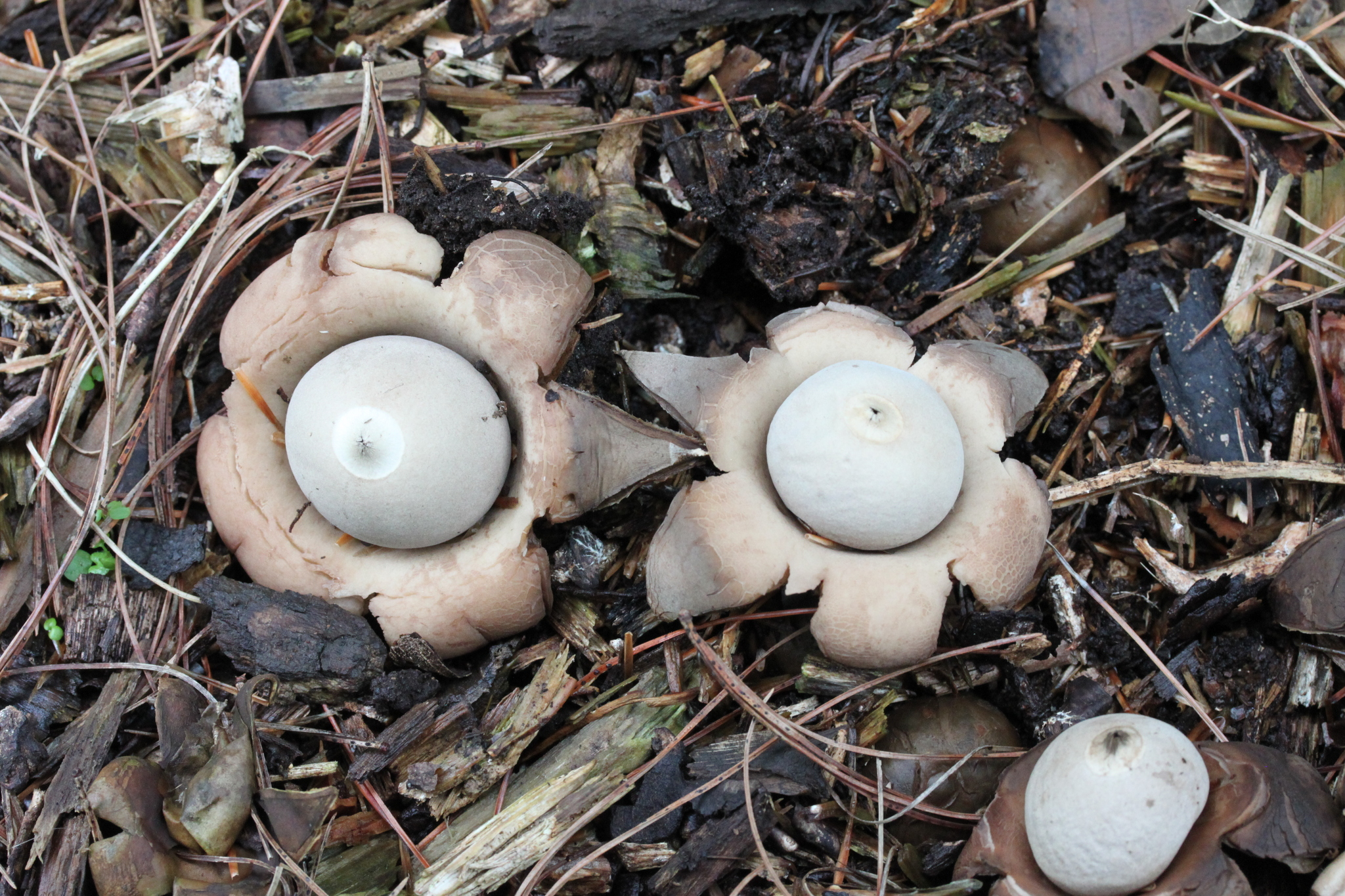
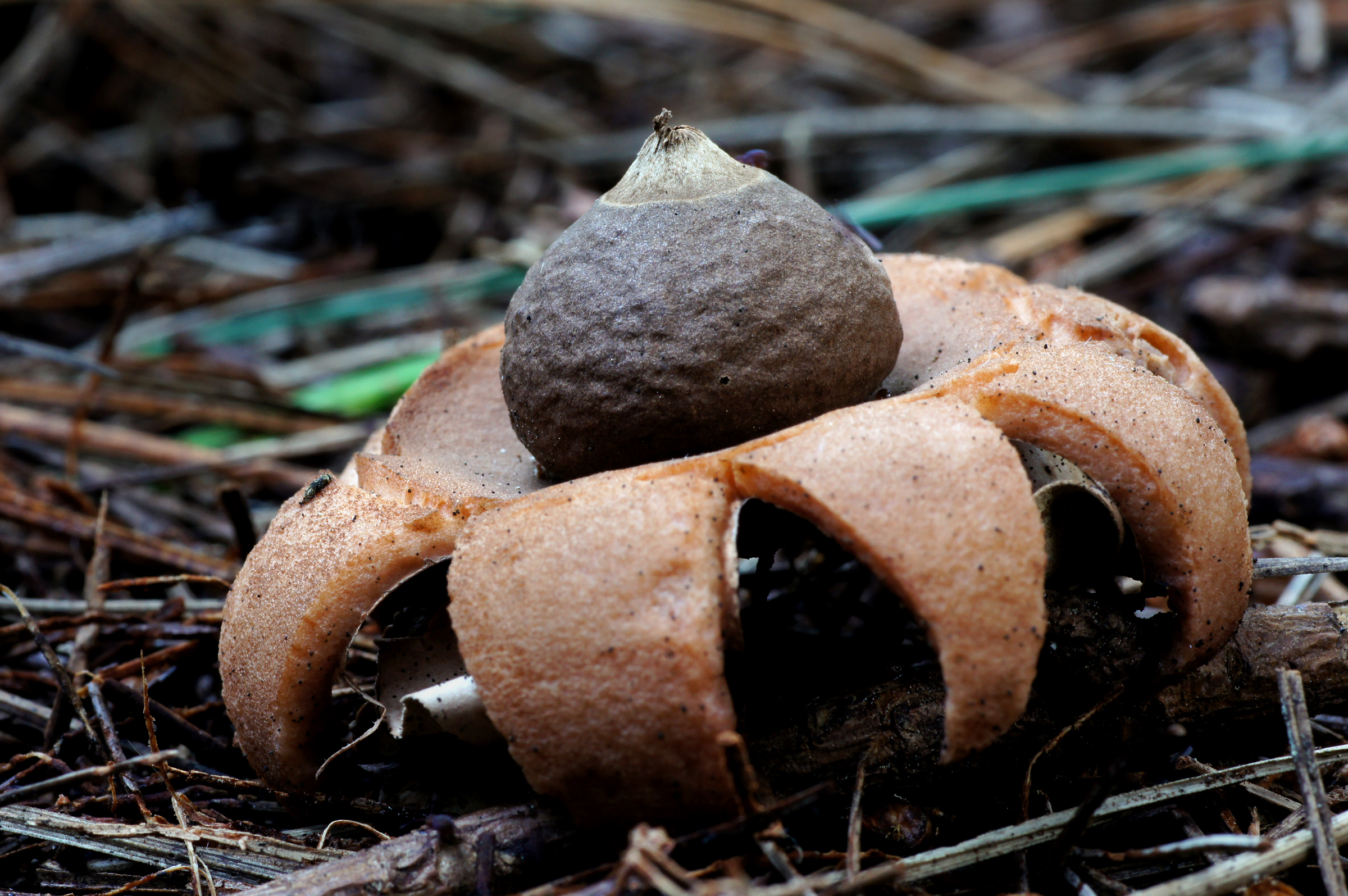
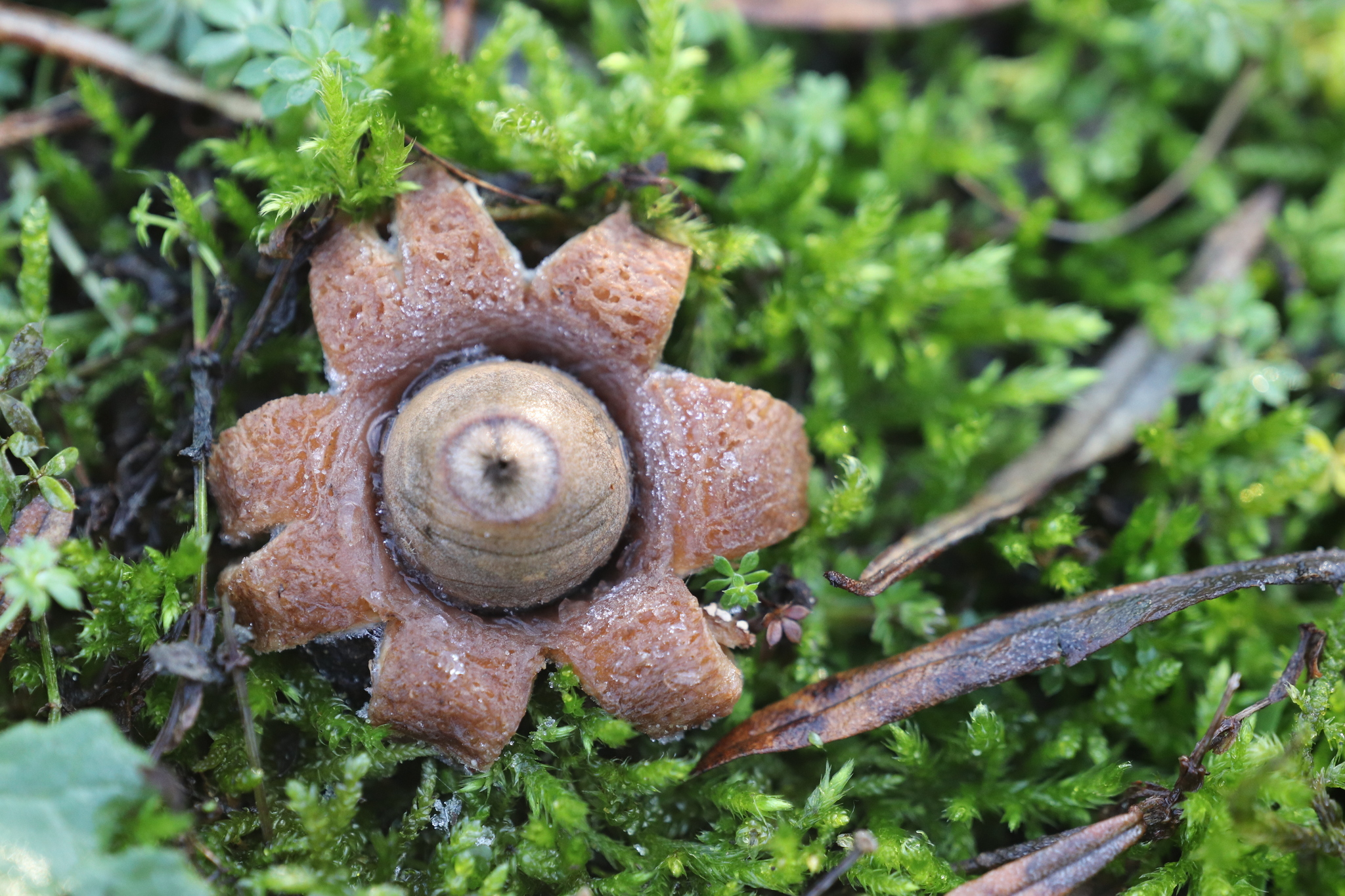
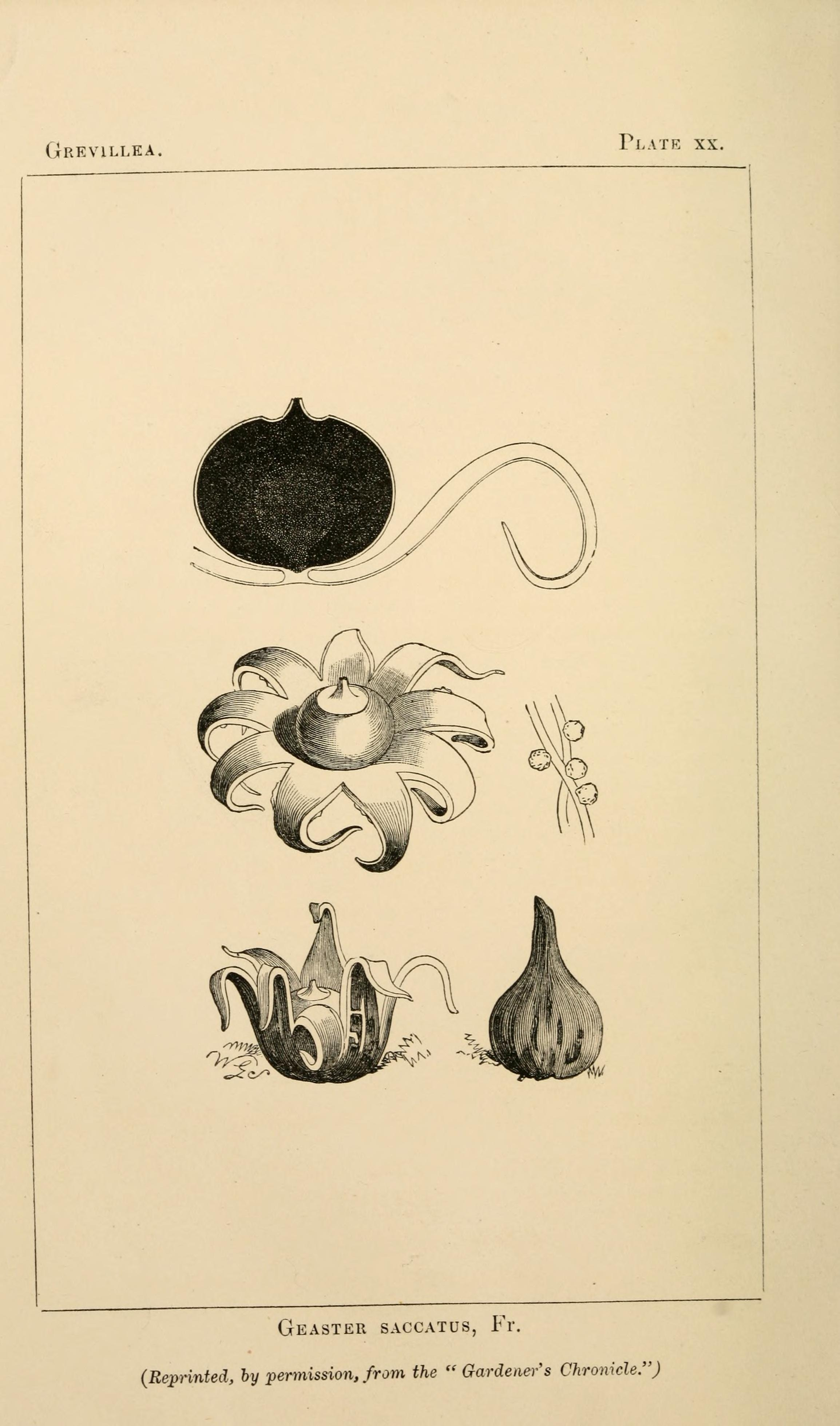

Nem ehető.